# Oleg Niegin
Oleg Igoriewicz Niegin, ros. Олег Игоревич Негин (ur. 2 lipca 1970 w Moskwie) – rosyjski pisarz i scenarzysta filmowy. 
Stały współpracownik reżysera Andrieja Zwiagincewa, z którym jak dotychczas pracował przy czterech filmach: Wygnanie (2007), Elena (2011), Lewiatan (2014) i Niemiłość (2017). Dwa ostatnie obrazy były nominowane do Europejskiej Nagrody Filmowej dla najlepszego scenarzysty. Lewiatan przyniósł mu również nagrodę za najlepszy scenariusz na 67. MFF w Cannes.